# Amphiura complanata
Amphiura complanata är en ormstjärneart som beskrevs av Ljungman 1867. Amphiura complanata ingår i släktet Amphiura och familjen trådormstjärnor. Inga underarter finns listade i Catalogue of Life.